# Мемфида
Мемфис или Мемфида (грч. Μέμφις) је у грчкој митологији била нимфа најада, епонимна хероина града Мемфиса. Њен муж, оснивач тог града, назвао га је према њој.

## Митологија
Према Аполодору, била је кћерка Нила, бога истоимене реке. Удала се за Епафа и са њим имала кћерку Либију. Према Диодору, Нил је био у ствари њен муж, са којим је имала сина Египта, а била је кћерка речног бога Ухореја.

## Друге личности
Аполодор наводи и Мемфиду као кћерку краља Данаја.